# Melete lycimnia
Melete lycimnia és una espècie de lepidòpter papilionoïdeu de la família dels pièrids (Pieridae). Va ser descrita originalment amb el nom de Papilio lycimnia, per Cramer, el 1777, a partir d'exemplars procedents de Surinam.
Distribuïda entre les regions neotropical, neàrtica, ha estat citada en 12 països.
Les larves de M. lycimnia s'alimenten de plantes de les famílies Santalaceae i Loranthaceae. Entre les plantes hostes reportades hi ha Phoradendron quadrangulare, Phthirusa stelis, Struthanthus dichotrianthus.